# 1852 en Lorraine
Chronologie de la Lorraine
- 1848
- 1849
- 1850
- 1851
- 1852
- 1853
- 1854
- 1855
- 1856

Cette page est une liste d'événements qui se sont produits durant l'année 1852 en Lorraine.

## Éléments contextuels
- Au milieu du XIXe siècle, la diligence met 30 à 40 heures pour relier Nancy à Paris, en 1852, le train fait la liaison en 7 heures et 10 minutes[1]. Le temps est réduit, le coût aussi, il est divisé par 2 et demi, passant de 305 salaires horaires à 120[2].

## Événements

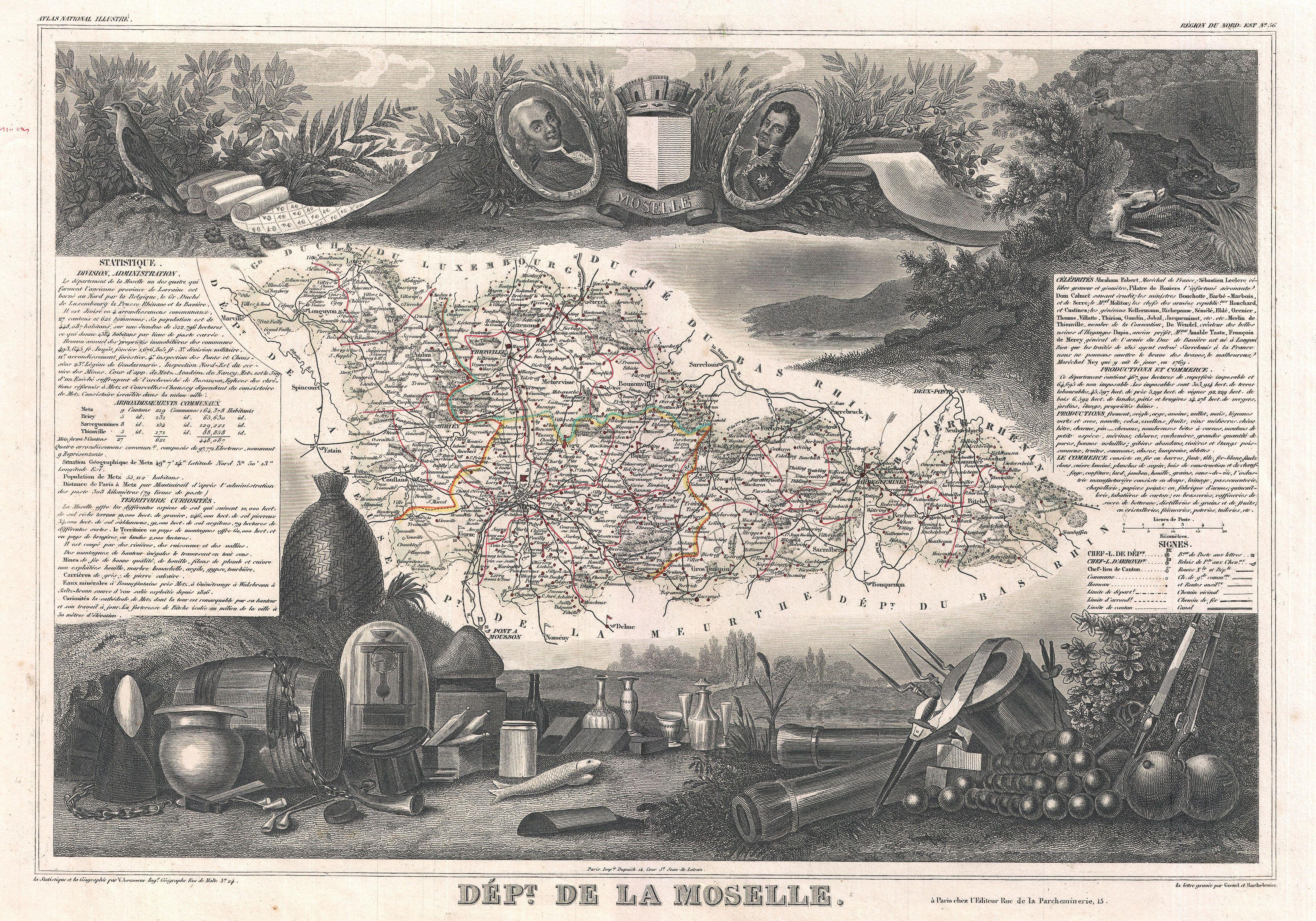
Carte du département de la Moselle en 1852.

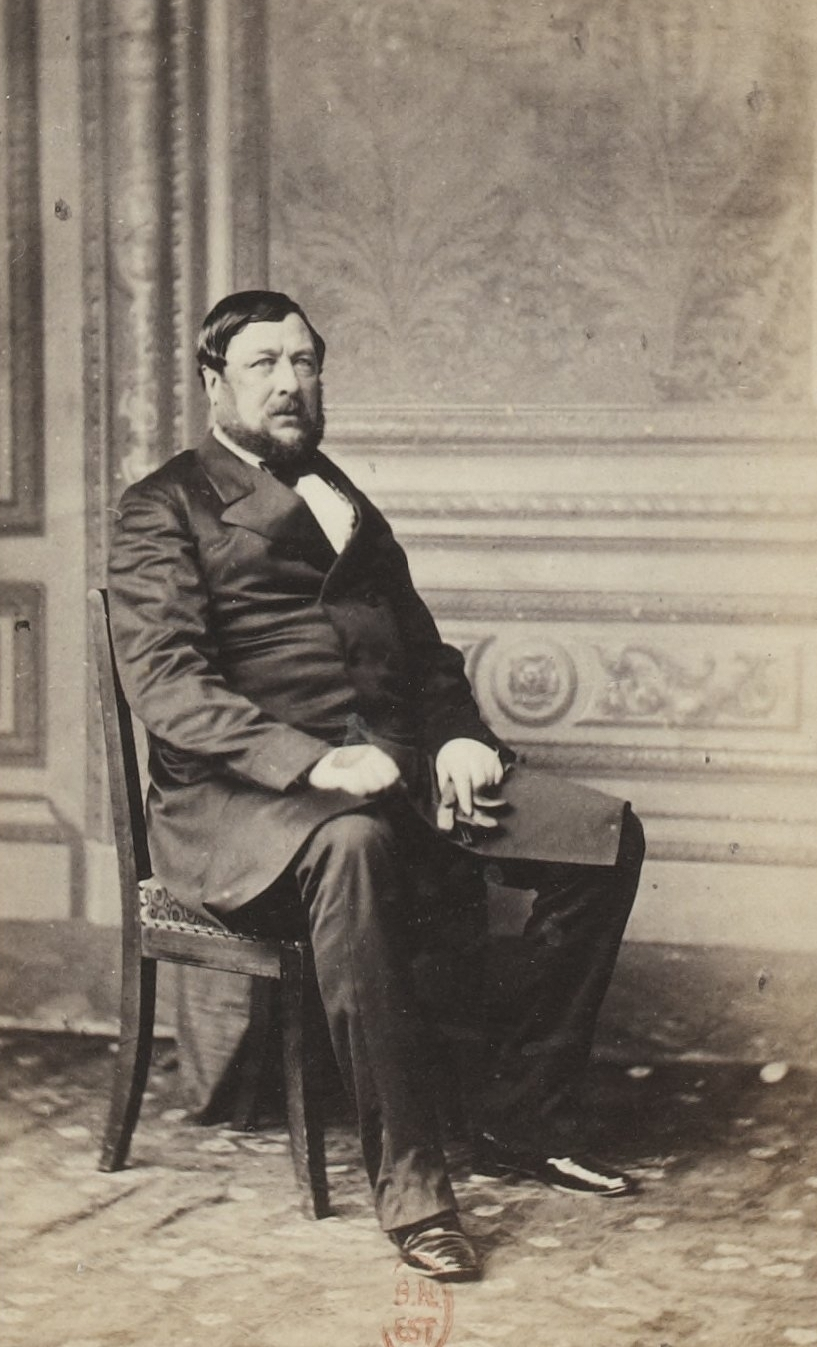
Henri Buquet.

- élus au Corps législatif dans la Meurthe : Henri Buquet : candidat du gouvernement, dans la 2e circonscription de la Meurthe; Antoine Joseph Drouot, Conseiller général du canton de Toul, est élu dans la 1re circonscription de la Meurthe et Louis René Viard.
- élus au Corps législatif dans la Meuse : Gustave Adolphe Briot de Monrémy qui siège dans la majorité soutenant le Second Empire jusqu'en 1858 et Edme Collot, propriétaire terrien, il est député de la Meuse de 1852 à 1860, siégeant dans la majorité soutenant le Second Empire.
- élus au Corps législatif en Moselle : Pierre-François Hennocque, candidat du gouvernement présidentiel  dans la 1re circonscription de la Moselle;  Alexandre de Geiger, siégeant dans la majorité soutenant le Second Empire jusqu'en 1868 et Charles de Wendel.
- élus au Corps législatif dans les Vosges : Jules Aymé de la Herlière, siégeant dans la majorité dynastique, soutenant le Second Empire; Louis Félix Dieudonné de Ravinel et Charles de Bourcier de Villers.

- 26 janvier : est élu représentant de la Moselle au Sénat : Charles Loetitia de Ladoucette, il s'associa au rétablissement de l'Empire.
- 1 mai : ouverture au public du Marché couvert de Nancy[3],[4].
- 3 mai : Prosper Guerrier de Dumast conduit une délégation nancéienne à Paris pour manifester à Napoléon III le mécontentement de la ville qui ne fait pas partie des 15 sièges d'académie en France. À la suite de cette rencontre, Nancy devient la seizième[2].
- 19 juin : Nancy et Paris sont reliés par la voie ferrée[5].
- 17 juillet, Nancy : avec l'arrivée du train officiel transportant Louis-Napoléon Bonaparte[6], c'est l'inauguration de la ligne de chemin de fer Paris-Strasbourg et de toutes les gares sur le trajet, dont les gares lorraines [7].
- 21 et 22 novembre : scrutin sur le rétablissement de l'Empire. Les Lorrains y sont favorables et émettent 371795 votes "oui" et 8981 votes "non"[5].

## Naissances

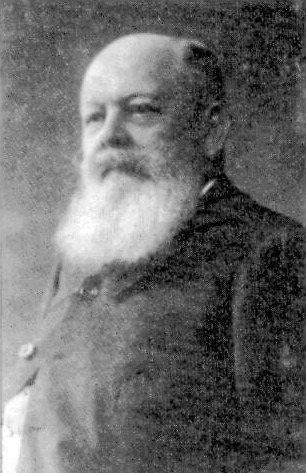
Louis Geisler

- 3 janvier à Revigny-sur-Ornain : Auguste Bouillet, mort le 22 juillet 1904 à Fumay, prêtre, archéologue, historien d'art religieux, français.
- 4 janvier à Vibersviller : Charles Wagner, décédé le 12 mai 1918 à Neuilly-sur-Seine, pasteur libéral français.
- 1er février à Sarreguemines : Caroline Kauffmann, morte à Paris le 13 décembre 1926[8], militante féministe, suffragette et socialiste.

Elle est secrétaire générale de l’association La Solidarité des femmes au début des années 1900 puis rédactrice en chef de la revue Combat féministe.
- 8 février à Metz : Louis Geisler,  mort à Raon-l'Étape le 23 février 1914, industriel, imprimeur, illustrateur et inventeur français.
- 4 mars à Nancy : Charles Mortet, né Paul-Louis-Charles Mortet[9], bibliothécaire, universitaire et historien du livre français mort le 11 septembre 1927 à Neuilly-sur-Seine[10].
- 3 juin à Nancy : Léon Humblot, botaniste et naturaliste français, mort le 20 mars 1914 à Mitsamiouli (Grande Comore). Résident de la Grande Comore, il fut surnommé le « Sultan blanc ».
- 2 juillet à Épinal : Henri Le Gros, mort le 8 mai 1924[11], général de division français commandant la 69e division d'infanterie en 1914.
- 23 juillet à Rosières-aux-Salines : Aimé Uriot, mort dans la même ville le 13 avril 1923, peintre français. Il pratique également le laiton et le cuir repoussés.
- 27 juillet : Henri Collin[12] (1853 - 1921) est un ecclésiastique et homme politique français. Chanoine, il fut journaliste à La Croix, puis au Lorrain, avant d'être élu sénateur du département de la Moselle en 1920.
- 16 août à Metz : Arthur Joseph Poline, mort le 26 août 1934, général de division français, actif durant la Première Guerre mondiale. Limogé en août 1914 et nommé à la 9e Région (Tours).
- 9 septembre à Bar-le-Duc : Olivier Sainsère, mort le 7 septembre 1923 à Paris, homme politique de la IIIe République et un amateur d'art, important collectionneur et mécène de nombreux artistes dont Picasso ; sa collection a enrichi les musées du Louvre, Carnavalet et d'Orsay.
- 12 septembre à Saint-Dié-des-Vosges : Victor Franck, photographe français,  mort dans sa ville natale le 27 novembre 1907[13].
- 17 septembre : 
  - à Metz : Albert de L'Espée, mort à Antibes le 4 janvier 1918, mondain dilettante français.
  - à Roussy-le-Village :Nicolas Jung (décédé à Metz le 26 avril 1924) est un homme politique lorrain. Il fut député du Landtag d'Alsace-Lorraine de 1911 à 1918, et maire de Metz de 1922 à 1924.
- 19 octobre à Nancy : Ferdinand Kauffer, mort dans cette ville le 2 juin 1891, est un orfèvre lorrain.
- 28 décembre, Nancy : Antoine Octave Barré[14], mort le 14 juin 1926 dans le 16e arrondissement de Paris, capitaine d'artillerie et ingénieur militaire qui fut membre de la deuxième mission militaire française au Japon.

## Décès
- 23 janvier à Metz : Jean-Baptiste Bouchotte[15] (1770 - 1852), officier supérieur du Premier Empire. Il reçut la croix de la légion d'honneur le 25 prairial de l'an XII et fut député de Moselle.
- 26 novembre à Nancy : Charles Nicolas Alexandre de Haldat du Lys, né selon les sources le 15 décembre 1769[16],[17] ou le 24 décembre 1770 à Bourmont (Champagne), médecin et physicien français.
- 26 décembre à Richemont : François Durand de Tichemont, né le 20 janvier 1765 à Metz (Moselle)[18], est un député français, actif sous la Restauration. Il fut député de la Moselle de 1822 à 1831.